# Aida (opera)
Aida je opera talijanskog skladatelja Giuseppea Verdija, u četiri čina. Jedna je od najpoznatijih svjetskih opera. Libreto je napisao Antonio Ghislanzoni prema scenariju Augustea Mariettea. Praizvedba se dogodila u egipatskom glavnom gradu Kairu, 24. prosinca 1871. pod ravnanjem Giovannija Bottesinija.

## Likovi
- Aida, etiopska princeza - sopran
- Kralj Egipta (Faraon) - bas
- Amneris, kraljeva kći - mezzosopran
- Radames, egipatski vojskovođa - tenor
- Amonasro, etiopski kralj - bariton
- Ramfis, Veliki svećenik - bas
- Velika svećenica - sopran
- Glasnik - tenor
- Ostali: straža, svećenici, svećenice, velikodostojnici, egipatska vojska, etiopski robovi i zatvorenici, narod Egipta (zbor)

Mjesto radnje su egipatski gradovi Memfis i Teba u vrijeme vladavine Ramzesa III.

## Sadržaj

### 1. čin
Scena I.
Mjesto radnje: Kraljevska palača u Memfisu
Ramfis priopćava Radamesu da se etiopske snage ponovo dižu na oružje i u dolini Nila ponovo objavljuju rat. Boginja Izida već je odabrala predvodnika egipatske vojske i on odlazi priopćiti odluku faraonu. Radames, ostavši sam, mašta kako bi želio biti taj vojskovođa, da se u slavi vrati i pobjedničkim vijencem ovjenča svoju ljubav Aidu, robinju egipatske princeze. Dolazi i Amneris, kraljeva kći, koja voli Radamesa i muči je kada vidi postojanje osjećaja između Radamesa i Aide. Dolazi faraon i priopćava odluku boginje: Radames će voditi vojsku u rat. Svi mu kliču da se vrati kao pobjednik. Aida se pridružuje svima, ali ostavši sama, samu sebe prekorava jer Radames vodi vojsku protiv njenog oca i njenog etiopskog naroda. Rastrgana je između ljubavi prema njemu i ljubavi prema domovini i narodu. Moli bogove da joj se smiluju i daju utjehu.
Scena II.
Mjesto radnje: Vulkanov hram u Memfisu
U Vulkanovom hramu svećenici prizivaju bogove da im daju pobjedu vojsci u ratu, a Ramfis predaje Radamesu sveti mač. Ramfis i Radames zajedno se mole za pobjedu.

### 2. čin
Scena I.
Mjesto radnje: Amnerisine odaje
Egipatska vojska prevođena Radamesom pobijedila je Etiopljane. Robinje spremaju Amneris za proslavu. Ona poziva Aidu, pretvarajući se da je zabrinuta za nju i pokušava je natjerati da prizna ljubav prema Radamesu. U tome je čak i prevari rekavši joj da je poginuo. Vidjevši Aidin očaj, otkriva joj da je lagala i dok se vani čuju poklici naroda u slavu vojske trijumfalno joj priopćava da je na sebe navukla bijes egipatske princeze i da će joj se to osvetiti.
Scena II.
Mjesto radnje: Vrata Tebe
Narod dočekuje pobjedničku egipatsku vojsku koju predvodi Radames. Faraon ga proglašava spasiteljem Egipta i kao nagradu mu daje Amnerisinu ruku. Radames moli faraona da oslobodi sve etiopske zarobljenike, ali faraon, na Ramfisov savjet, pušta sve osim Aide i njenog oca, za kojeg ne znaju da je kralj, kao zalog da Etiopljani neće ponovo napasti Egipat.

### 3. čin
Mjesto radnje: Obala Nila kod Izidinog hrama
Noć prije vjenčanja, u pratnji Ramfisa dolazi Amneris kako bi se molila boginji do zore. Aida čeka Radamesa. U samoći žali za svojom domovinom koju vjerojatno nikada neće vidjeti. Pojavljuje se Amonasro koji nagovara Aidu da od Radamesa sazna egipatske ratne planove, kako bi ih ponovo mogli napasti. Aida to odbija, ali Amonasro joj prebacuje da će biti prokleta zbog pokolja vlastitog naroda. Ona pristaje slomljenog duha. Dolazi Radames i od njega uspijeva izvući informacije. Amonasro je presretan, a iz hrama izlazi Amneris koja je slučajno sve čula. Aida i Amonasro bježe, a Radames se, optužen kao izdajnik, predaje vojnicima.

### 4. čin
Scena I.
Mjesto radnje: Dvorana u palači
Radamesu se priprema suđenje zbog izdaje domovine. Amneris mu obećava slobodu ako zaboravi Aidu i oženi se njome. Ali Radames odbija i svećenici ga osuđuju na smrt, da bude živ zatvoren ispod temelja hrama.
Scena II.
Mjesto radnje: Hram i temelji u koje je Radames zatvoren
Radames je spreman umrijeti i moli se da Aida sretno živi. Pojavljuje se Aida sa željom da umre zajedno s njim. Dok njih dvoje zagrljeni napuštaju ovu "dolinu suza", u hramu iznad njih Amneris se moli bogovima da Radamesu podare vječni mir.